# Амурзет
Амурзе́т (идиш אַמורזעט‎) — село в России, административный центр и крупнейший населённый пункт Октябрьского района Еврейской автономной области.
Село расположено в 180 км юго-западнее Биробиджана, на левом берегу Амура. Напротив, на правом берегу Амура расположен китайский порт Лобэй и КПП Лобэй.
Село Амурзет соединено трассой Р456 с селом Бирофельд Биробиджанского района.

## Этимология
Название села является аббревиатурой от «Амурское земельное еврейское товарищество» — организации по переселению трудящихся евреев на Дальний Восток.

## Климат
Климат муссонный, с большой годовой амплитудой температур. Зима длительная (5 месяцев), морозная и малоснежная. Лето жаркое, влажное и тоже относительно продолжительное. Начинается в последних числах мая и заканчивается в конце первой десятидневки сентября. Амурзет — самое теплое место во всем Приамурье.
- Среднегодовая температура воздуха — +2,6 °C
- Сумма осадков за год — 621 мм.

| Показатель              | Янв.  | Фев.  | Март | Апр.  | Май  | Июнь | Июль | Авг. | Сен. | Окт.  | Нояб. | Дек.  | Год   |
| ----------------------- | ----- | ----- | ---- | ----- | ---- | ---- | ---- | ---- | ---- | ----- | ----- | ----- | ----- |
| Абсолютный максимум, °C | 1,2   | 8,9   | 19,3 | 29,5  | 34,9 | 38,2 | 39,6 | 37,0 | 31,0 | 25,9  | 14,9  | 3,3   | 39,6  |
| Средняя температура, °C | −19,3 | −14,4 | −5,7 | 5,1   | 12,7 | 18,4 | 21,3 | 19,8 | 13,4 | 4,4   | −7,6  | −17,3 | 2,6   |
| Абсолютный минимум, °C  | −40,1 | −35,5 | −31  | −17,4 | −4,2 | 0,0  | 2,3  | 4,4  | −5,1 | −16,7 | −30,6 | −38,3 | −40,1 |
| Норма осадков, мм       | 6     | 7     | 14   | 32    | 59   | 88   | 129  | 156  | 76   | 31    | 13    | 10    | 621   |
| Источник:               |       |       |      |       |      |      |      |      |      |       |       |       |       |

## История
Село основано в мае 1928 года евреями-переселенцами при помощи КОМЗЕТа. В том же году организован еврейский переселенческий колхоз «Ройтер Октябер» («Красный Октябрь», ныне — Амурский совхоз). К 1936 колхоз «Ройтер Октябер» стал крупнейшим в Сталинском районе Еврейской АО.
Официальная дата основания села — 1929 год. Название села — аббревиатура от названия «Амурское земельное еврейское товарищество», так называлось в 30-х годах XX в. организация по переселению трудящихся евреев на Дальний Восток.
В 1928 г. на переселенческий пункт Амурзет прибыли первые переселенцы — евреи. Нелегко было людям, никогда раньше не ходившим за плугом, совладать с неподатливой, от века не паханной дальневосточной землёй. Жители сёл Екатерино-Никольское, Пузино предоставляли бесплатное жилье и семена, помогали вспахать и засеять поля, учили новоселов рубить лес и ставить дома.
В 1929 г. был организован еврейский сельский совет. Были построены Дом Советов, столовая, переселенческий пункт, начальная школа, 4 общественных и хозяйственных здания, жилые дома. Заканчивалось строительство пекарни и агропункта.
В 1930 г. были организованы колхоз «Ройтер Октябрь» («Красный Октябрь»), Амурзетская МТС, которая обслуживала колхозы района.
В 1933 г. также был организован колхоз «Ленинфельд» нем осело 25 семей.
С 1934 г. Амурзет является центром Сталинского (Октябрьского) района.
В 1937 г. начала работать районная поликлиника.

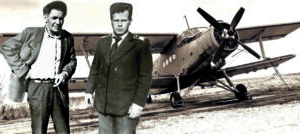
Работники Амурзетского аэропорта Анатолий Бражко и Николай Сташков, фото 1987 года из архива семьи Бражко.

Собственный аэропорт действовал в Амурзете примерно с 1960-х годов. Подчинялся он второму хабаровскому объединённому авиаотряду. И ежедневно при наличии хорошей погоды принимал рейсы малой авиации по маршруту Хабаровск — Жёлтый Яр — Амурзет.
Планировалось расширение Амурзетского аэропорта и организации первых международных рейсов в Китай.

## Население
| 1930  | 1939  | 1959  | 1970  | 1979  | 1989  | 1992  |
| ----- | ----- | ----- | ----- | ----- | ----- | ----- |
| 300   | ↗1227 | ↗2792 | ↗4189 | ↗5172 | ↗6243 | ↗6700 |
| 2002  | 2010  | 2021  |       |       |       |       |
| ↘5382 | ↘5051 | ↘3953 |       |       |       |       |